# John Smeaton

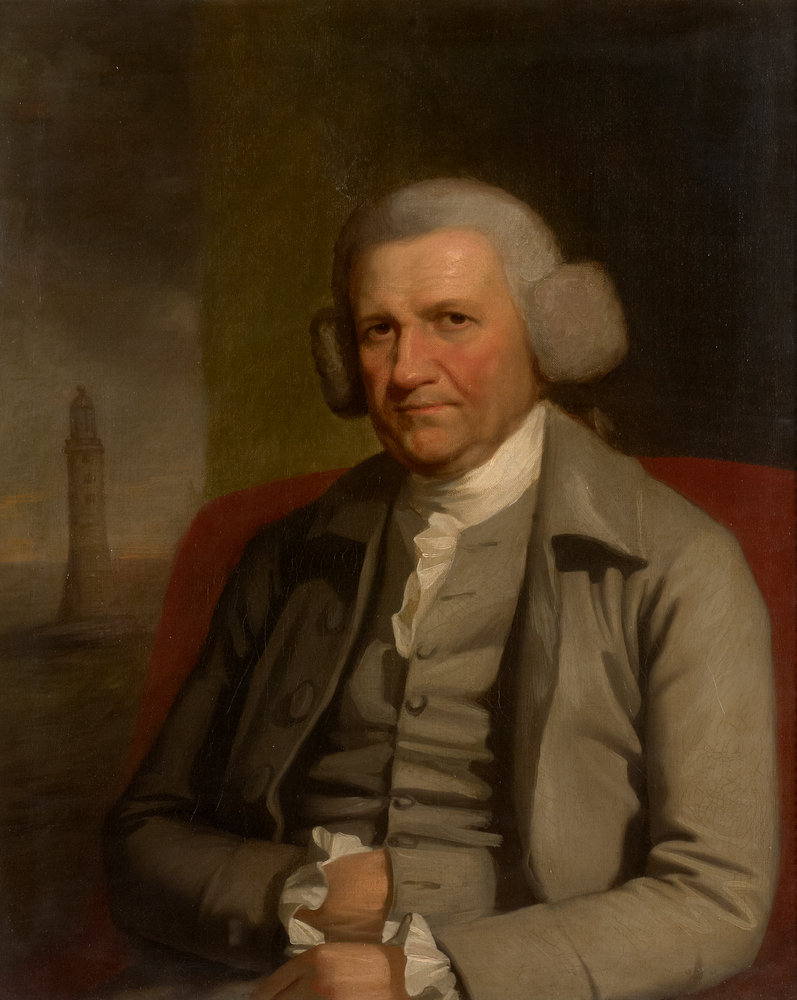
John Smeaton, met op de achtergrond de vuurtoren van Eddystone

John Smeaton (Austhorpe, 8 juni 1724 - aldaar, 28 oktober 1792) was een Britse civiel ingenieur. Hij ontwierp verscheidene bruggen, kanalen, havens en vuurtorens. Hij wordt vaak de "vader van de civiele techniek" genoemd. Verder was Smeaton actief op het terrein van de werktuigbouwkunde en als natuurkundige.

## Opleiding en begin carrière
Smeaton werd in 1724 geboren in Austhorpe, nabij Leeds. Na het voltooien van zijn studie aan de Leeds Grammar School ging aan de slag bij zijn vader in diens juridische praktijk. Smeaton verliet dit werk om instrumentmaker te worden, waarbij hij onder meer een nieuwe pyrometer ontwikkelde voor het bestuderen van uitzetting bij metalen. Ook werkte hij aan een apparaat dat als een vroege voorloper van de kunstmatige horizon kan worden beschouwd.
In 1753 werd Smeaton toegelaten tot de Royal Society, de Britse academie van wetenschappen. In 1759 schreef hij An Experimental Enquiry Concerning the Natural Powers of Water and Wind to Turn Mills and Other Machines Depending on Circular Motion, over de relatie tussen druk en snelheid bij objecten die in lucht draaien. Voor dit werk werd hem de Copley Medal toegekend, de wetenschapsprijs van de Royal Society. Smeaton bouwde voor dit onderzoek een schaalmodel van een watermolen en testte het vervolgens gedurende zeven jaar in verschillende configuraties. Hierna kon hij aangeven hoe de efficiëntie van deze werktuigen kon worden vergroot.
Tussen 1759 en 1782 deed Smeaton verder onderzoek naar waterraderen, waarbij hij een voorstander werd van de vis viva-theorie, een vroege formulering van de wet van behoud van energie. Dit bracht hem in conflict met andere leden van de Royal Society, die meenden dat vis viva onverenigbaar was met de wet van behoud van impuls van Isaac Newton.

## Civiele techniek

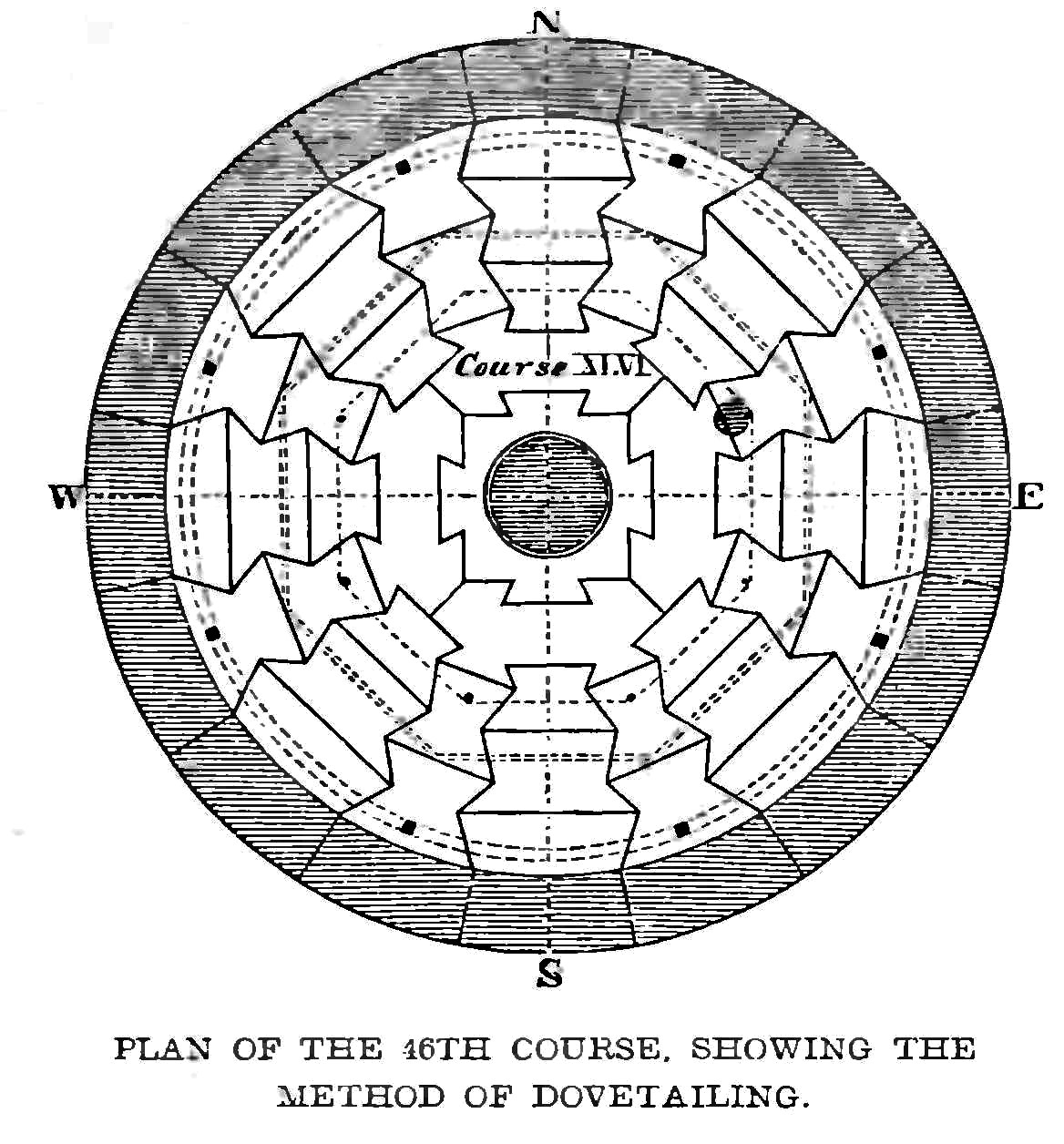
Doorsnede van het ontwerp van de vuurtoren van Eddystone, met zwaluwstaartverbindingen

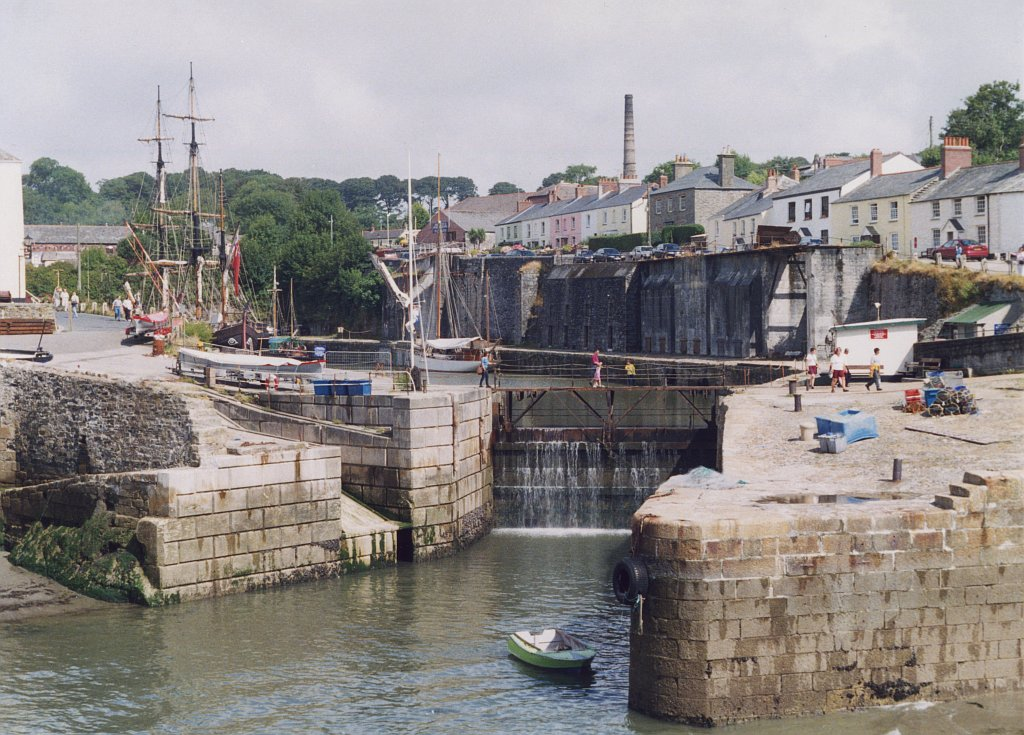
De haven van Charlestown in Cornwall

Op voorspraak van de Royal Society kreeg Smeaton de opdracht voor de derde vuurtoren van Eddystone (gebouwd 1755/59, in gebruik tot 1877). Hij experimenteerde er met watervaste mortel en bouwde de toren deels met granietblokken die voorzien waren van zwaluwstaartverbindingen. Smeaton is van belang bij de ontwikkeling van modern cement, omdat hij de vereiste componenten en werking ervan vaststelde. Zijn werk leidde indirect tot de uitvinding van portlandcement en dat weer tot de herintroductie van beton.
Na dit werk accepteerde Smeaton vele opdrachten op het gebied van de civiele techniek, waaronder:
- De vaarweg van de rivier de Calder in West Yorkshire
- De Coldstream Bridge over de Tweed
- De vaarweg over de rivier de Lea
- Delen van het Forth and Clyde Canal
- De haven van Banff in Schotland
- Havenwerken in Ramsgate
- Een afwateringssysteem voor de kolenmijnen van de Nentvallei nabij Alston, een project dat nogal uit de hand liep en bekend raakte als "Smeatons dwaasheid"
- Havenwerken in Charlestown in Cornwall

Vanwege zijn expertise werd Smeaton in 1782 gevraagd voor de rechtbank inzicht te verschaffen in de verzanding van de haven van Wells-next-the-Sea. Hij moet daarmee als de eerste getuige-deskundige in een Engelse rechtszaak worden beschouwd.
In 1771 stichtte Smeaton de Society of Civil Engineers. Hij bedacht de Engelse term civil engineer als tegenhanger van de militaire ingenieurs die afstudeerden aan de Royal Military Academy, toentertijd het opleidingscentrum van de Royal Engineers.

## Werktuigbouwkunde
Op het terrein van de werktuigbouwkunde maakte Smeaton zich verdienstelijk met het bouwen van een machine op waterkracht voor de Kew Gardens in 1761 en een achtkante bovenkruier met vijf wieken in Newcastle upon Tyne in 1782. In 1775 ontwikkelde hij een verbeterde versie van de Stoommachine van Newcomen en bouwde er een voor de ertsmijn van Wheal Busy nabij Gwennap. Ook wordt Smeaton beschouwd als degene die de verschillen tussen, en de voor- en nadelen van bovenslaande en onderslaande watermolens voor het eerst formuleerde.

## Nalatenschap
Smeaton overleed op 18 oktober 1792 aan de gevolgen van een beroerte en werd begraven in de kerk van Whitkirk, nu een oostelijk voorstad van Leeds. Een school in een buitenwijk van Leeds, een gebouw van de universiteit van Plymouth en een viaduct nabij Leeds zijn naar hem vernoemd.